# Querelle des jobelins et des uranistes
La querelle des jobelins et des uranistes est une querelle littéraire survenue en 1648-1649 en France.

## Déroulement de la querelle

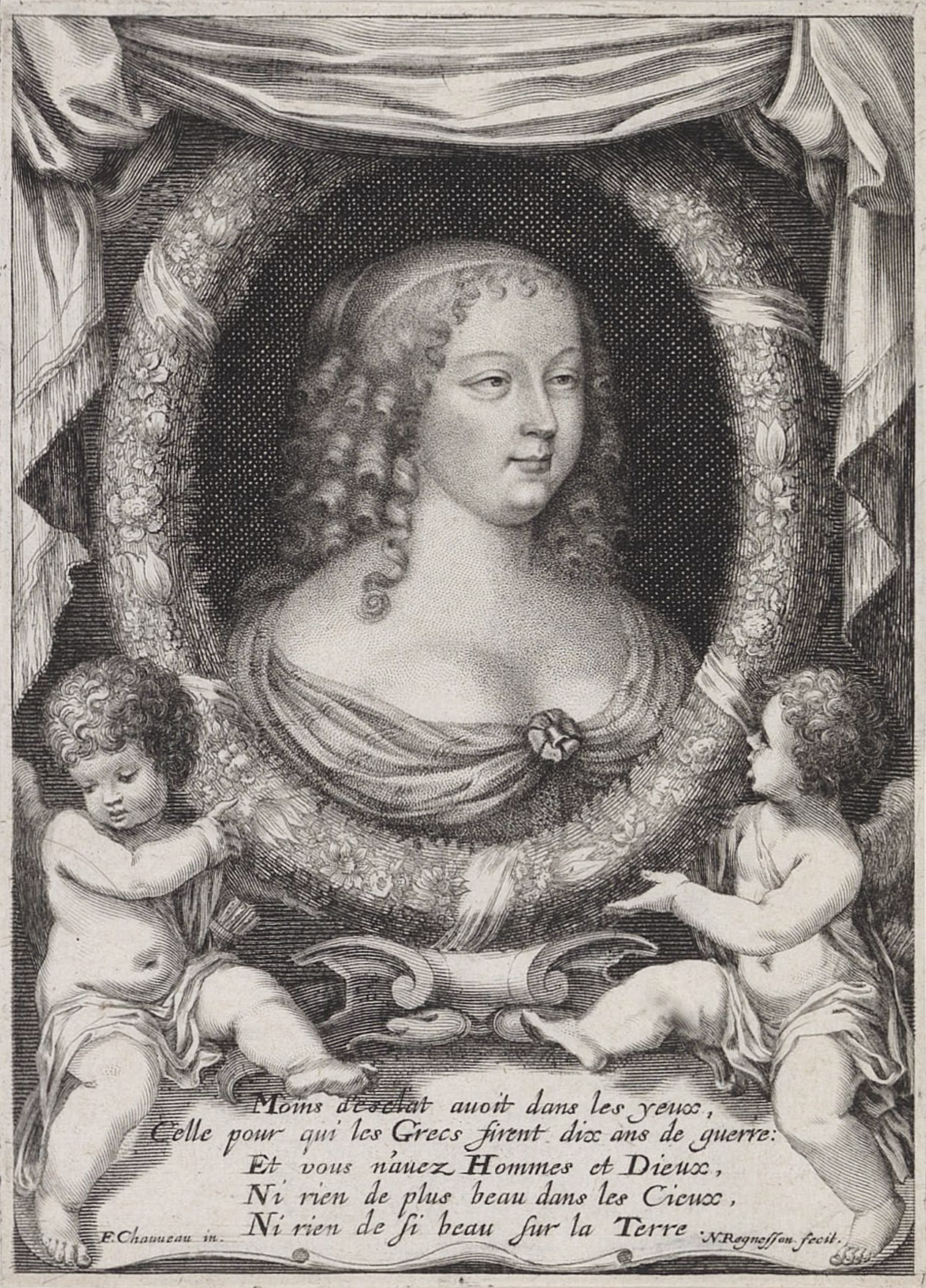
La duchesse de Longueville, chef des Uranistes.

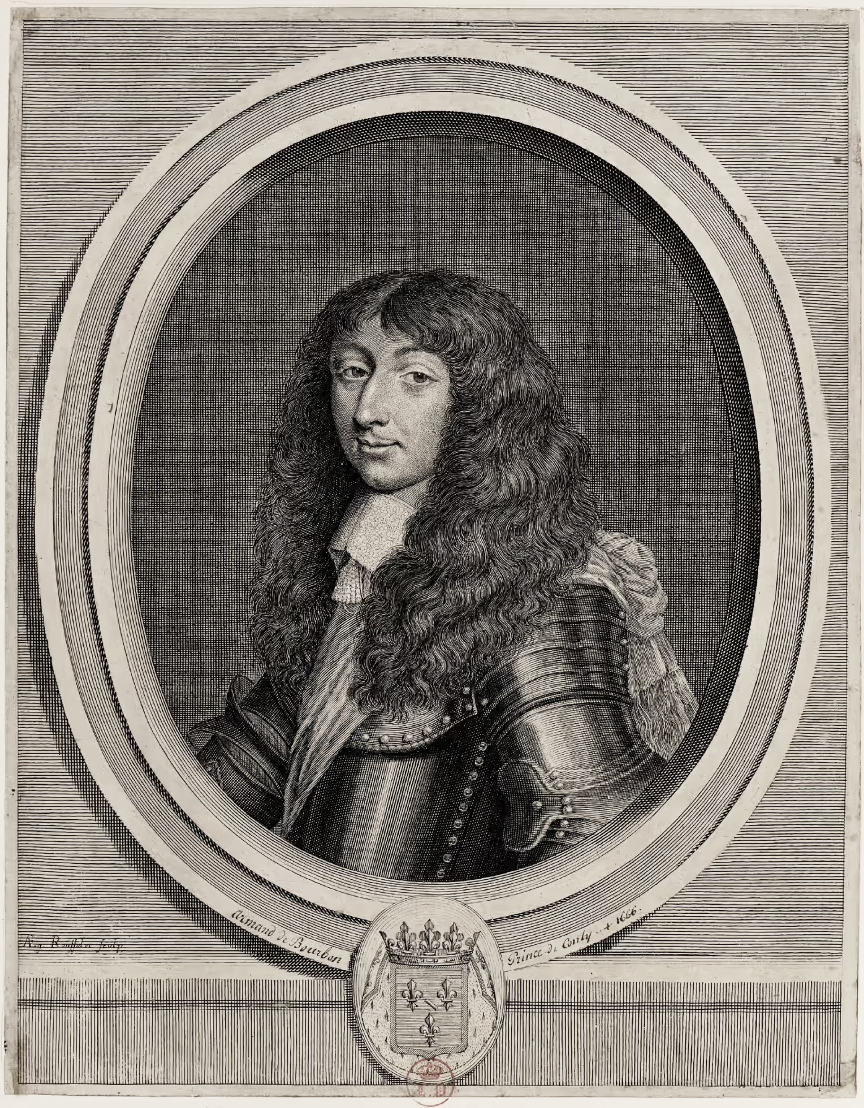
Le prince de Conti, chef des Jobelins.

Dans la société française du XVIIe siècle, le moindre incident était l’occasion de querelles littéraires, ou, comme on disait, de cabales. Celle des Jobelins et des Uranistes (ou Uraniens ou encore Uranins) est l’une des plus fameuses par le bruit qu’elle fit et par ce qu’elle mit d’humeur poétique en mouvement.
Elle eut pour sujet deux sonnets entre lesquels se partagèrent la ville et la cour. L’un était le sonnet d’Uranie (1620) de Vincent Voiture, mort peu de temps avant le déclenchement de la querelle, et l’autre le sonnet de Job (1647) d'Isaac de Benserade. Les partis prirent leur nom de l’œuvre qui avait leur préférence.
La duchesse de Longueville, les marquises de Montausier, de Sablé, les femmes en général, tenaient pour Voiture et Uranie. Le parti des Jobelins avait le prince de Conti, un frère de la duchesse de Longueville, à sa tête.
Ce fut autour du sonnet de Job qu’il se fit le plus de tapage. Il fit éclore des parodies, des sonnets, des épigrammes. Jean-François Sarrasin en fit une glose, l'un des rares exemples de cette forme en France.
Entraîné dans la mêlée, Corneille fit sur les deux ouvrages en litige une épigramme et un sonnet, d’un éclectisme délicat, trop favorable à l’un et à l’autre. Le sonnet, qu’on a attribué à tort au prince de Conti, se terminait par une réponse digne de la Normandie natale du grand tragédien.
La Revue de Paris de 1838 raconte comment s’est terminée cette histoire :
« On se lassa pourtant de quereller sans jamais s'entendre, et un incident comique termina brusquement cette affaire. Les plus chauds admirateurs des deux poètes ne pouvaient souffrir qu'on ne se prononçât particulièrement pour aucun. Ils pressaient tous ceux qu'ils rencontraient de s'enrôler dans l'une des armées. Un jour on demandait à Melle de La Roche-du-Maine, fille d'honneur de la reine, de se déclarer pour Job ou pour Uranie. La pauvre fille ne se souciait pas plus de l'un que de l'autre, et n'avait pas de prétentions à l'esprit ; mais comme on sut lui prouver qu'elle ne devait point rester neutre, elle choisit au hasard, et croyant donner sa voix à Benserade, elle prononça Tobie au lieu de Job. Les mauvais plaisants se rendirent unanimement à cette opinion ; ils couraient partout répétant que l'avis de Roche-du-Maine était le seul bon et qu'il fallait se déclarer pour Tobie. Nous ne pouvons plus nous douter aujourd'hui de l'influence prodigieuse qu'avaient une malice ou un calembour en ce temps-là. Si le succès était facile, la chute ne l'était pas moins. Un caprice vous élevait et un mauvais bon mot vous jetait à la renverse.

Chapelle, qui était fort sardonique, écrivit une épigramme en vers sur la querelle des uranistes et des jobelins ; le mot de la fille d'honneur en faisait le trait final. Voiture et Benserade en furent effrayés tous deux, tant les rires gagnaient de proche en proche. Si la crise eût duré quelques jours de plus, ils devenaient peut-être des personnages à jamais ridicules ; mais ils surent habilement ramener la cour à eux par de nouvelles productions qui ne pouvaient plus se comparer.

Ils firent leur paix, et tous deux prirent place sur la monture ailée. »

## Œuvres diverses

### Sonnet d’Uranie

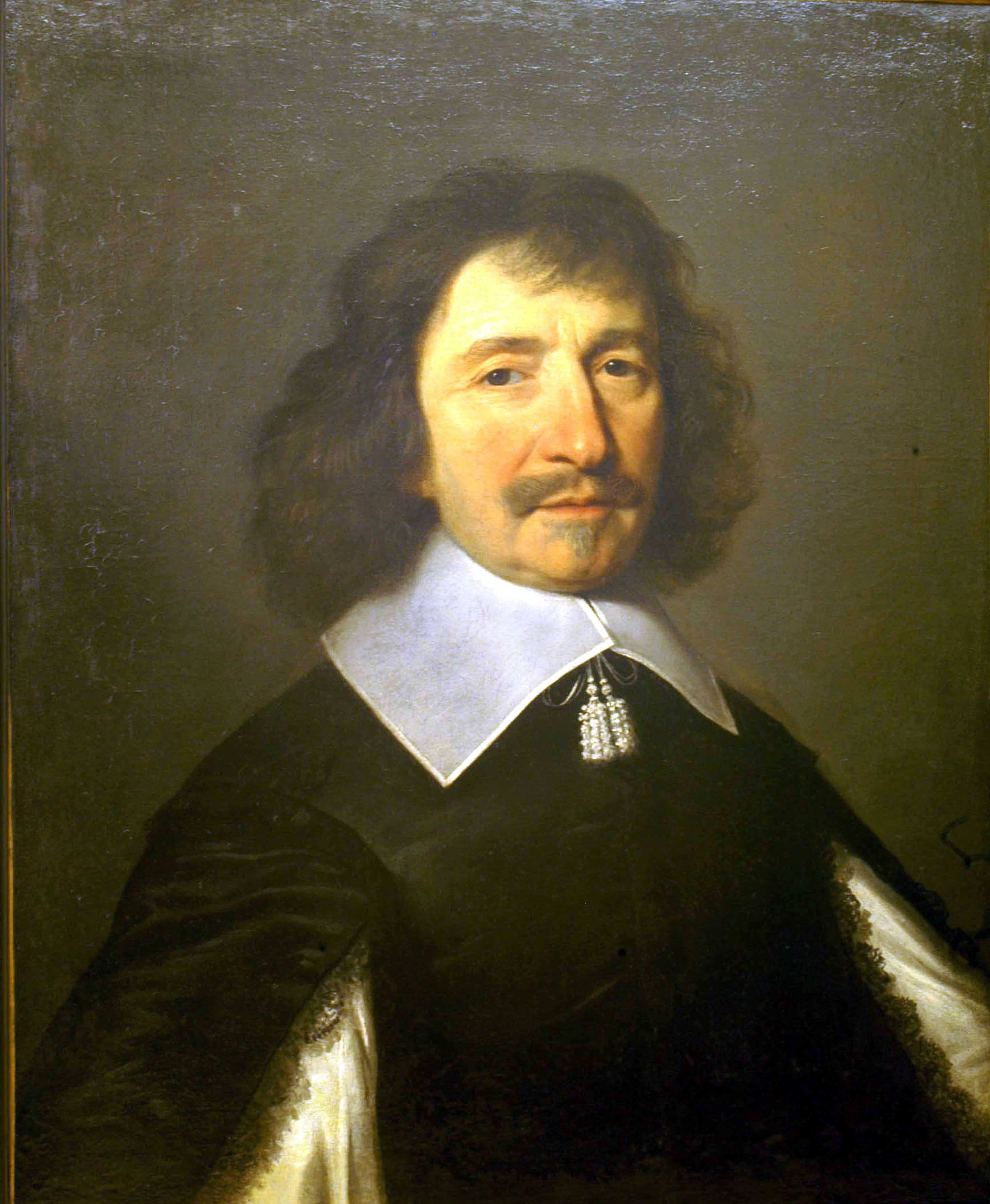
Vincent Voiture, auteur du Sonnet d’Uranie.

Il faut finir mes jours en l’amour d’Uranie,

L’absence ni le temps ne m’en sauraient guérir,

Et je ne vois plus rien qui me pût secourir

Ni qui sût rappeler ma liberté bannie.

Dès longtemps je connais sa rigueur infinie ;

Mais, pensant aux beautés pour qui je dois périr,

Je bénis mon martyre et, content de mourir,

Je n’ose murmurer contre sa tyrannie.

Quelquefois ma raison, par de faibles discours,

M’excite à la révolte et me promet secours ;

Mais lorsqu’à mon besoin je me veux servir d’elle,

Après beaucoup de peine et d’efforts impuissants

Elle dit qu’Uranie est seule aimable et belle,

Et m’y rengage plus que ne font tous mes sens.
Vincent Voiture

### Sonnet de Job
Job de mille tourments atteint

Vous rendra sa douleur connue,

Et raisonnablement il craint

Que vous n’en soyez point émue.

Vous verrez sa misère nue ;

Il s’est lui-même ici dépeint :

Accoutumez-vous à la vue

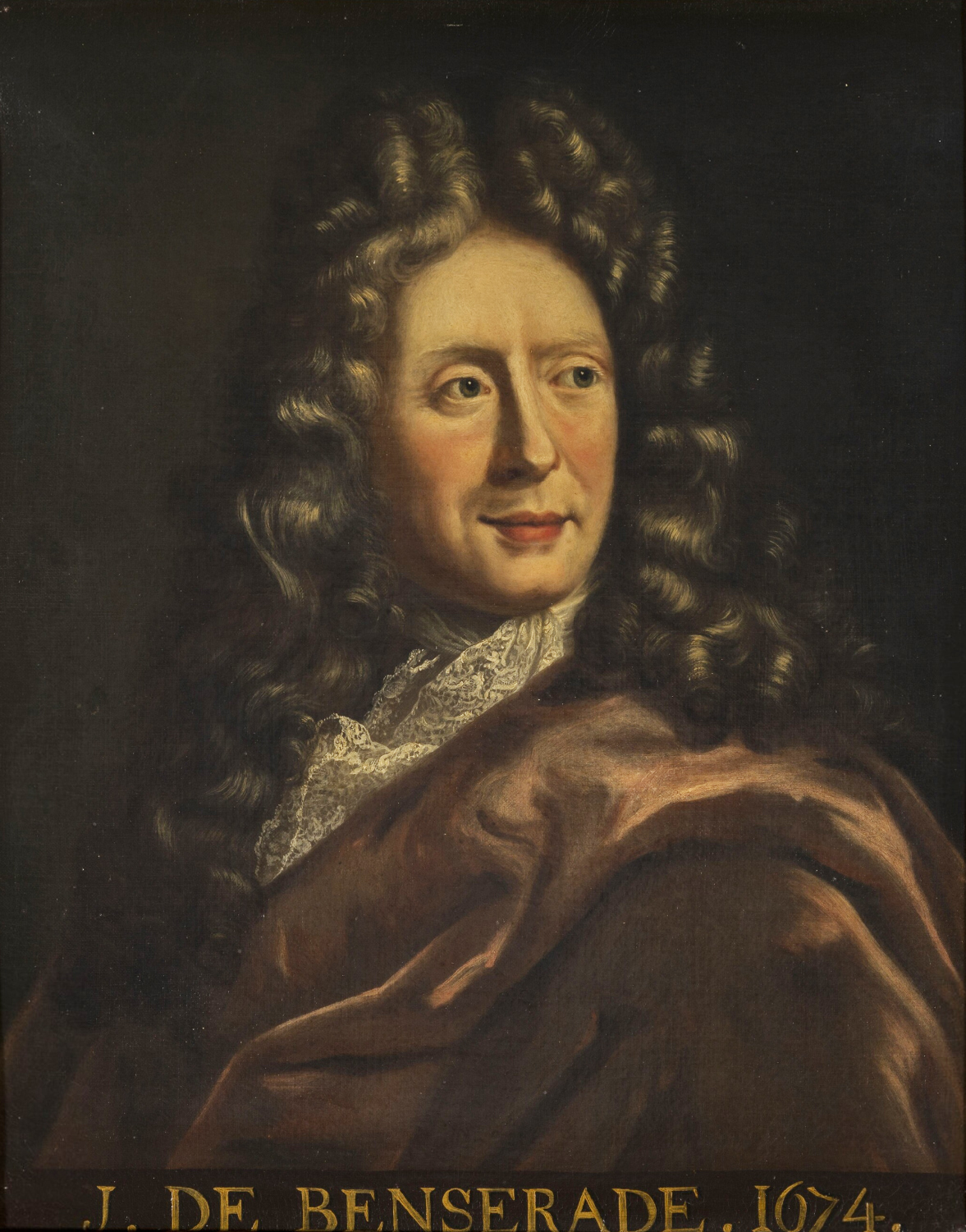
Isaac de Benserade, auteur du Sonnet de Job.

D’un homme qui souffre et se plaint.

Bien qu’il eût d’extrêmes souffrances,

On voit aller des patiences

Plus loin que la sienne n’alla.

Il souffrit des maux incroyables,

Il s’en plaignit, il en parla,…

J’en connais de plus misérables.
Isaac de Benserade

### Glose de Sarrasin
Glose à M. Esprit sur le Sonnet de M. Benserade.
Monsieur Esprit, de l'Oratoire,

Vous agissez en homme saint,

De couronner avecque gloire

Job de mille tourmens atteint.

L'ombre de Voiture en fait bruit,

En s'étant enfin résoluë

De vous aller voir cette nuit,

Vous rendra sa douleur connuë.

C'est une assez fâcheuse vûë,

La nuit qu'une Ombre qui se plaint.

Vôtre esprit craint cette venuë,

Et raisonnablement il craint.

Pour l'appaiser, d'un ton fort doux

Dites, j'ay fait une bévûë,

Et je vous conjure à genoux

Que vous n'en soyez point émûë.

Mettez, mettez votre bonnet,

Répondra l'Ombre, & sans berluë

Examinez ce beau Sonnet,

Vous verrez sa misère nuë.

Diriez-vous, voyant Job malade,

Et Benserade en son beau teint,

Ces Vers sont faits pour Benserade,

Il s'est lui-même icy dépeint.

Quoy, vous tremblez, Monsieur Esprit ?

Avez-vous peur que je vous tuë ?

De Voiture, qui vous chérit,

Accoûtumez-vous à la vûë.

Qu'ay-je dit qui vous peut surprendre,

Et faire pâlir vôtre teint ?

Et que deviez-vous attendre

D'un homme qui souffre & se plaint ?

Un Auteur qui dans son Écrit,

Comme moy reçoit une offense,

Souffre plus que Job ne souffrit,

Bien qu'il eût d'extrêmes souffrances.

Avec mes Vers une autrefois

Ne mettez plus dans vos Balances

Des Vers, où sur des Palefrois

On voit aller des patiences.

L'Herty, le Roy des gens qu'on lie,

En son temps auroit dit cela.

Ne poussez pas vôtre folie

Plus loin que la sienne n'alla.

Alors l'Ombre vous quittera

Pour aller voir tous vos semblables,

Et puis chaque Job vous dira

S'il souffrit des maux incroyables.

Mais à propos, hier au Parnasse

Des Sonnets Phoebus se mêla,

Et l'on dit que de bonne grâce

Il s'en plaignit, il en parla.

J'aime les Vers des Uranins,

Dit-il, mais je me donne aux Diables,

Si pour les Vers des Jobelins

J'en connois de plus misérables.
Jean-François Sarrasin

### Sonnet de Corneille
Deux sonnets partagent la ville,

Deux sonnets partagent la cour,

Et semblent vouloir à leur tour

Rallumer la guerre civile.

Le plus sot et le plus habile

En mettant leur avis au jour,

Et ce qu'on a pour eux d'amour

À plus d'un échauffe la bile.

Chacun en parle hautement

Suivant son petit jugement,

Et, s'il y faut mêler le nôtre,

L'un est sans doute mieux rêvé,

Mieux conduit et mieux achevé ;

Mais je voudrais avoir fait l'autre.
Pierre Corneille

### Autres intervenants
Son ardeur contre les Jobelins attira une flatteuse épigramme à la duchesse de Longueville. Madeleine de Scudéry fit le quatrain suivant à son sujet :
À vous dire la vérité

Le destin de Job fut étrange

D’être toujours persécuté,

Tantôt par un démon et tantôt par un ange.